# Хробак (альбом)
Хробак — четвертий офіційний студійний альбом гурту «Скрябін», який вийшов у 1999 році. Касетне видання альбому не містило фінальних трьох міксів, для шанувальників випустили «лімітоване видання», що містило 18 треків, з ексклюзивних пісень там були «Інтро (Три брудних людей)», «Інтро (Залізні зуби гука)», «Тікай тільки сам» та «Совісті не май» (Так легше).
У тому ж 1999 році гурт зібрався на теренах рідного Новояворівська для зйомок 9 кліпів до альбому. Автор проекту – Володимир Зайковський – творець перших кліпів «Скрябіна» («Чуєш біль», «,Вошо» та ін.). На пісні «Клей» та «Фото (Брудна як ангел)» були зняті кліпи Віктором Придуваловим.

## Композиції
| #   | Назва                    | Автор слів                    | Автор музики                  | Тривалість |
| --- | ------------------------ | ----------------------------- | ----------------------------- | ---------- |
| 1.  | «Інтро»                  |                               | Скрябін                       | 3:07       |
| 2.  | «Клей»                   | Р. Домішевський               | А. Кузьменко                  | 4:38       |
| 3.  | «Майже»                  | Р. Домішевський               | А. Кузьменко, С. Гера         | 3:58       |
| 4.  | «Твій портрет»           | А. Кузьменко                  | А. Кузьменко, С. Гера         | 4:15       |
| 5.  | «Ми як машини»           | А. Кузьменко                  | А. Кузьменко, С. Гера         | 3:52       |
| 6.  | «Небо каже (Йди сюда)»   | А. Кузьменко                  | А. Кузьменко                  | 4:36       |
| 7.  | «Секс (То море з людей)» | А. Кузьменко                  | С. Гера                       | 4:28       |
| 8.  | «Я добрий»               | Р. Домішевський               | А. Кузьменко, Р. Домішевський | 3:29       |
| 9.  | «Не треба»               | Р. Домішевський, А. Кузьменко | А. Кузьменко                  | 3:49       |
| 10. | «Великий хробак»         | Р. Домішевський               | А. Кузьменко                  | 2:50       |
| 11. | «Фото / Брудна як ангел» | Р. Домішевський               | А. Кузьменко, С. Гера         | 6:33       |
| 12. | «Клей (мікс 1)»          | Р. Домішевський               | Скрябін                       | 5:15       |
| 13. | «Клей (мікс 2)»          | Р. Домішевський               | Скрябін                       | 4:36       |
| 14. | «Клей (мікс 3)»          | Р. Домішевський               | Скрябін                       | 5:43       |

## Над альбомом працювали
- Кузьма — вокал, програмування, семплінг, клавішні
- Рой — бас-гітара, гітара, бек-вокал
- Шура — програмування, семплінг, клавішні, бек-вокал
- Юлія Лорд — жіночий вокал

- Звукорежисура — Кузьма і група Скрябін
- Аранжування — група Скрябін

Запис студії «Sпати» в період травень-липень 1998 + 5.11.1998 «Клей» + 5-9.11.98 «Клей мікси» + «Інтро (три брудних людей)», «Тікай тільки сам», «Інтро (Залізні зуби Гука)», «Совісті не май (так легше)» — записано в 1997 році.

## Оформлення
- Фотограф — Валерій Решетняк
- Ідея дизайну — Скрябін
- Дизайн — Андрій Коваль